# Bomaanslagen in Bagdad op 14 september 2005
De bomaanslagen in Bagdad op 14 september 2005 waren terroristische aanslagen in de reeks van bomaanslagen in Bagdad, die tijdens de Irakoorlog werden gepleegd. 
De reeks van meer dan een dozijn terreuraanslagen in de Iraakse hoofdstad verwondde en doodde honderden mensen. 
De meest dodelijke bomaanslag deed zich voor toen een zelfmoordenaar met een autobommenwerper ontplofte in een menigte van bouwvakkers, die zich hadden verzameld op het Oruba-plein. De aanval doodde 112 mensen en verwondde er 160. 
Al-Qaeda in Irak stelde dat de bombardementen dienden als vergelding voor een recent offensief tegen de Iraakse opstandelingen. Vlak daarna gaf Abu Musab al-Zarqawi, lid van de Jordaanse afdelinf van al-Qaeda, een audiotape vrij waarin hij de oorlog verklaarde aan de sjiieten in Irak.